# Karta drogowa
Karta drogowa – wykorzystywana w rajdach samochodowych karta służąca do wpisywania i potwierdzania czasów zarejestrowanych na punktach kontrolnych (Punkt Kontroli Czasu, Punkt Kontroli Przejazdu) rozmieszczonych na trasie rajdu oraz do wpisywania czasów przejazdu uzyskanych na odcinkach specjalnych, jak również wszelkich kar.